# Старение Японии

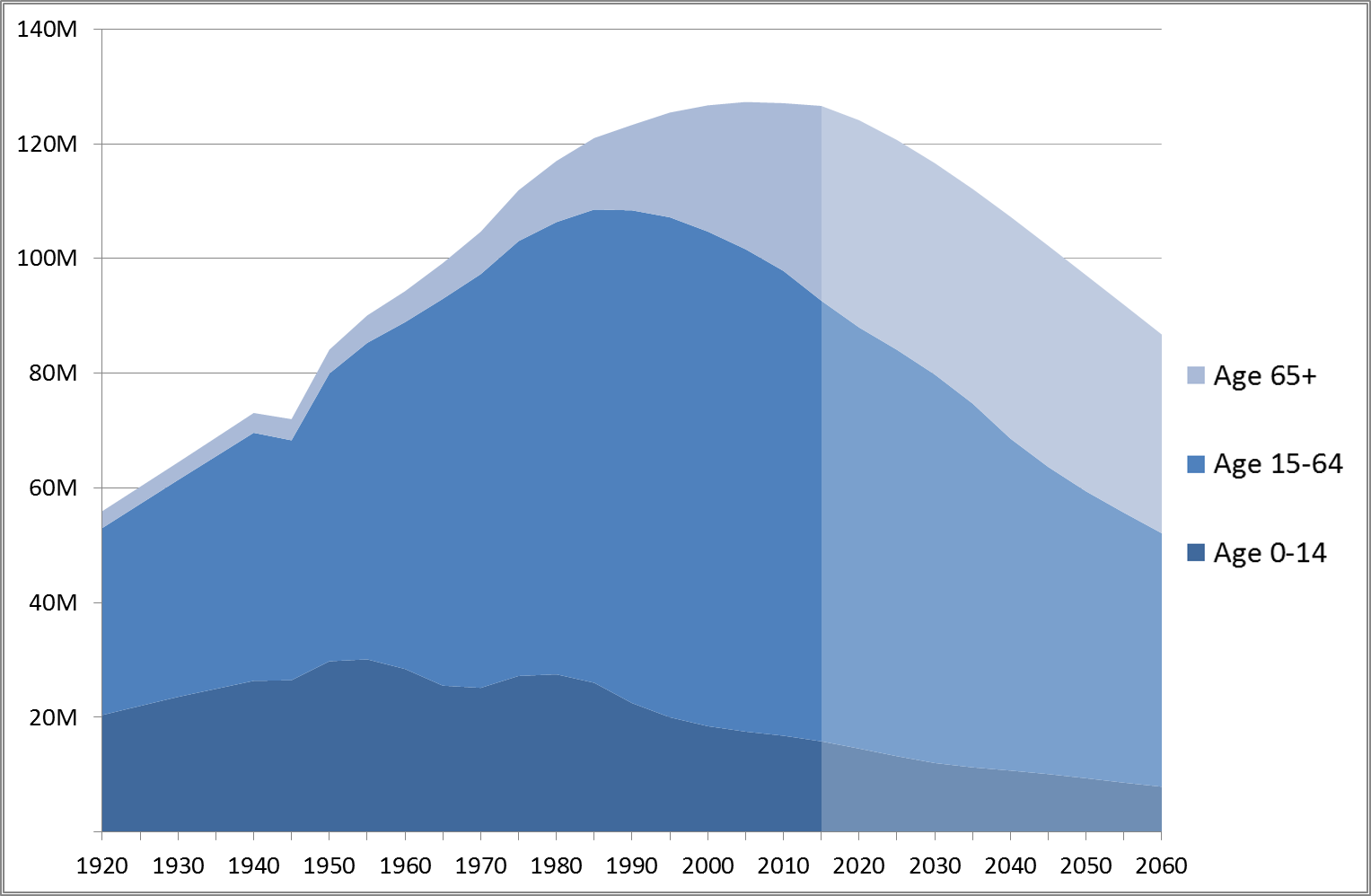
Динамика изменения численности населения Японии (1920—2010 годы) По результатам переписей населения 1920, 1930, 1940, 1945, 1950, 1955, 1960, 1965, 1970, 1975, 1980, 1985, 1990, 1995, 2000, 2005, 2010. Демографический прогноз (2011—2060 годы) Национального института исследований народонаселения и социального обеспечения (IPSS)

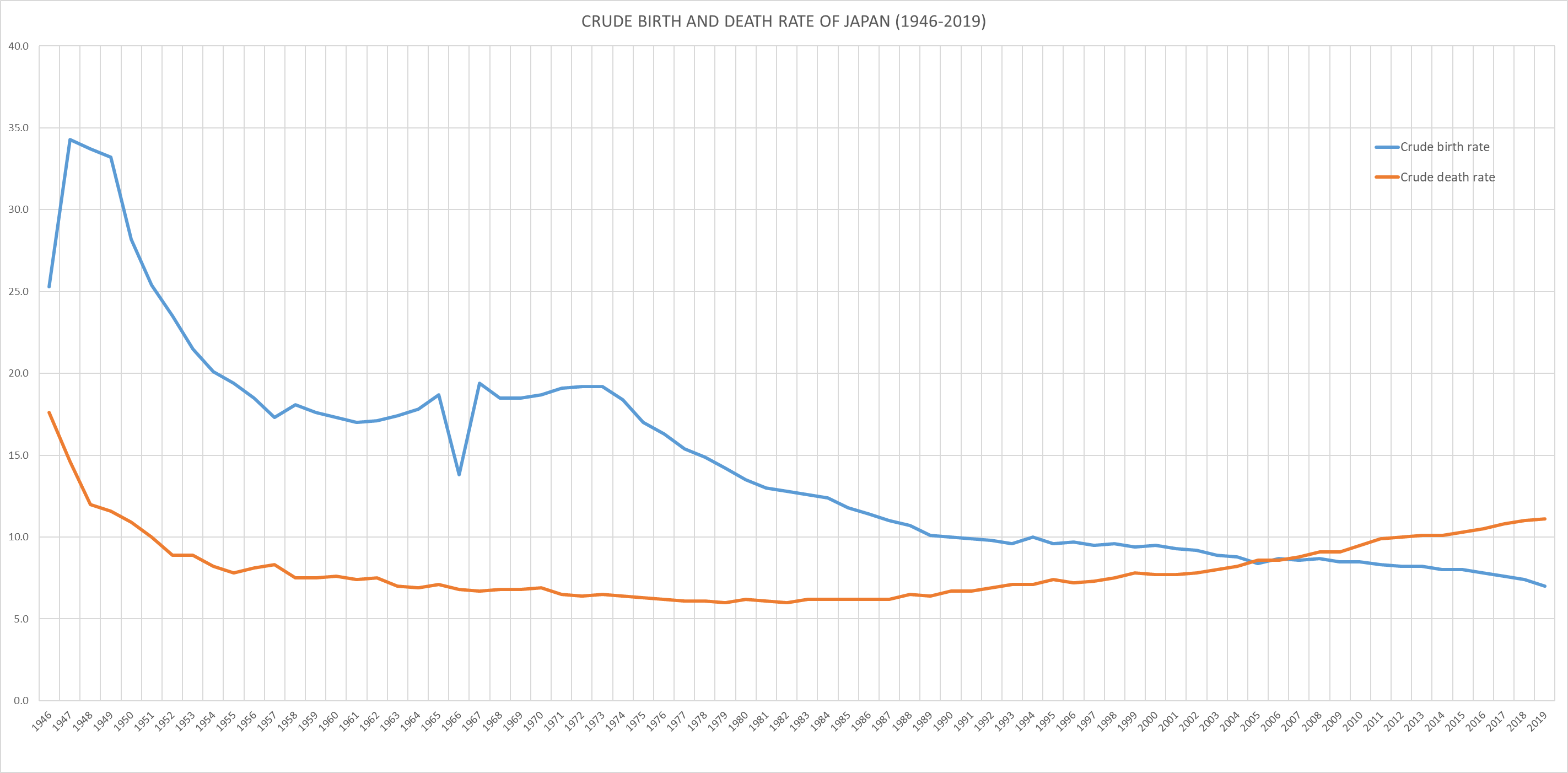
Уровень рождаемости и смертности в Японии (1946—2019 гг.)

Возрастно-половая пирамида населения Японии по оценке на 2021 год. Японская нация — самая престарелая нация в мире

Старе́ние Япо́нии — постепенное увеличение доли пожилого населения, старше трудоспособного возраста (людей в возрасте 65 лет и старше) и соответственно постепенное сокращение доли трудоспособного населения (людей в возрасте 15-64 лет) и доли населения младше трудоспособного возраста (людей в возрасте 14 лет и младше) в составе населения Японии. Японская нация является самой престарелой и одной из самых быстро стареющих в мире. В Японии наблюдается «сверхстарение» общества как в сельских, так и в городских районах.

## История
По состоянию на 1 июня 2023 года доля населения Японии в возрасте 65 лет и старше составляла 29,1 %, в возрасте 75 лет и старше — 16,0 %, в возрасте 85 лет и старше — 5,4 %. В свою очередь доля населения Японии младше 14 лет составляла 11,5 %, а доля трудоспособного населения (в возрасте 15-64 лет) — 59,4 %. По состоянию на 2020 год доля населения младше трудоспособного возраста (в возрасте 14 лет и младше) в населении Японии составляла 12,6 %. По этому показателю Япония шла сразу после Южной Кореи и занимала 184 место в мире, обгоняя только Сингапур и Гонконг. По состоянию на 2020 год доля трудоспособного населения (в возрасте 15-64 лет) в населении Японии составляла 59,2 %. По этому показателю Япония занимала 141 место в мире и шла сразу после Габона. Это может быть связано с тем что, из-за очень большой доли пожилого, старше трудоспособного возраста (в возрасте 65 лет и старше) населения, и очень малой доли населения младше трудоспособного возраста (в возрасте 14 лет и младше), доля трудоспособного населения (в возрасте 15-64 лет) в Японии крайне низка и соответствует наименее развитым странам мира, где очень высока доля населения младше трудоспособного возраста (в возрасте 14 лет и младше), и очень мала доля пожилого, старше трудоспособного возраста (в возрасте 65 лет и старше) населения.
Причиной возникновения демографического старения и затем, как следствие последующего демографического кризиса в Японии, как и в большинстве стран мира, является демографический переход, ведущий к демографическому старению населения Земли (кроме Африки южнее Сахары).

## Причины
Япония находится три десятилетия в экономическом застое и постоянной дефляции. Немаловажным фактором, приведшем экономику Японии к данной ситуации, является демография. Население Японии уменьшается из-за демографического кризиса и демографического старения Японии. Японская нация является самой престарелой и одной из самых быстро стареющих в мире. По состоянию на 1 октября 2022 года 29,1 % населения Японии было старше 65 лет. Причиной может быть относительно непродолжительный по времени послевоенный беби-бум в Японии и строгая иммиграционная политика. Потребление уменьшается из-за уменьшения населения, вызванного на фоне старения населения превышением смертности над рождаемостью и строгой иммиграционной политикой. Накопленные свободные (не вложенные в экономику) денежные активы у населения увеличиваются, но из-за дефляции цены на товары и услуги с каждым годом падают, что ещё больше снижает спрос и оттягивает момент покупки товаров населением.